# بروس روبنسون (كاتب أغاني)
بروس روبنسون (بالإنجليزية: Bruce Robison)‏ هو كاتب أغاني أمريكي، ولد في 11 يونيو 1966.

## وصلات خارجية
- الموقع الرسمي
- بروس روبنسون على موقع ميوزك برينز (الإنجليزية)
- بروس روبنسون على موقع أول ميوزيك (الإنجليزية)
- بروس روبنسون على موقع ديسكوغز (الإنجليزية)